# 瑞丽茜树
瑞丽茜树（学名：Aidia shweliensis），为茜草科茜树属下的一个植物种。灌木，高约10米。叶呈椭圆形或长圆状披针形。分布于中国云南省西部。